# ユンディ・リ
ユンディ・リ（英語: Yundi Li、もしくはYundi、中国語: 李雲迪、1982年10月7日 - ）は、中国重慶出身のピアニスト。

## 経歴
2000年、ポーランドのワルシャワで開催された第14回ショパン国際ピアノコンクールで第1位を獲得し、スタニスラフ・ブーニン以来15年ぶりに優勝者となり、広く注目された。これは中国人としてショパンコンクールで初めての勝利だった。彼は今でもショパン国際ピアノコンクール史上最年少の金メダリスト（2000年）と最年少の審査員（2015年）の記録を保持している。
ショパンコンクールでの勝利後は、ドイツでさらなる研鑽を積むことを選んだ。ハノーファー音楽大学でアリエ・ヴァルディの指導を受け、その後、香港の市民権を取得し、香港に定住した。
ユンディは2001年にドイツ・グラモフォンと独占契約を結び、2002年初頭にはショパンの作品を収録したファーストアルバムをリリースした。2003年にカーネギーホールでデビューし、ドイツ・グラモフォンは彼のセカンドアルバムをリリースした。全曲リストのCDで、これはニューヨークタイムズによって「年間ベストCD」と評された。また、2008年にリリースされたプロコフィエフの『ピアノ協奏曲第2番 ト短調』とラヴェルの『ピアノ協奏曲 ト長調』も、その年のベストクラシックCDの1つとして言及された。ユンディは2008年10月までドイツ・グラモフォンとレコーディングを続け、そのレーベルで計6枚のアルバムをリリースした。 
2010年、ユンディはEMIとレコーディングを開始し、独占的な録音契約を締結し、ショパンの全独奏ピアノ作品を録音することになった。彼の最初のEMIリリースである夜想曲全集は2010年3月にリリースされた。
2012年5月、ユンディは公式にユニバーサルミュージックグループと契約し、再びドイツ・グラモフォンと協力。その後、ベートーヴェンのピアノソナタや『ピアノ協奏曲第5番 変ホ長調《皇帝》』、シューマンの『幻想曲 ハ長調』、THE ART OF YUNDI、ショパンの前奏曲、バラード、子守歌、マズルカの録音をリリースした。 
2019年12月、ユンディはワーナークラシックスと契約を結ぶ。彼はすぐにそのレーベルで新しいアルバム、ショパンの『ピアノ協奏曲第1番 ホ短調』と『第2番 ヘ短調』をリリースした。この録音では、彼はピアノを演奏するだけでなく、ピアノのベンチからワルシャワ国立フィルハーモニー管弦楽団を指揮した。 
2024年4月5日、アルバム『モーツァルト：ザ・ソナタ・プロジェクト - ザルツブルク』をリリース。 ユンディは商業的にも批評的にもかなりの成功を収めている。彼のアルバムは、ビルボードチャート、特にトップクラシックアルバムにランクされている。

## 略歴
- 1982年：重慶市大渡口で生まれる。
- 1986年：幼稚園の先生からアコーディオンを習い始める。
- 1987年：四川省子供アコーディオン・コンテスト第1位。
- 1989年：ピアノを習い始める。
- 1991年：但昭義（中国語版）に就いてピアノを習い始め、プロのピアニストを目指す。
- 1994年：四川音楽学院附属中学に首席入学。ホアプ杯子供ピアノコンクール第1位。
- 1995年：ストラヴィンスキー国際ユースピアノコンクール第3位。但昭義とともに深圳芸術学校（中国語版）に転入。
- 1996年：第10回香港ピアノオープン、オープンチーム第3位 。
- 1997年：第1回ソウルピアノコンクール（中国作品）黄河コンチェルトチーム第1位。
- 1998年：南ミズーリ国際ユースピアノコンクール、ティーンエイジチーム第3位。
- 1999年：リスト国際ピアノコンクール第3位。ジーナ・バックアウワーヤングアーティスト国際ピアノコンクール第1位。第2回中国国際ピアノコンクール第3位。
- 2000年：第14回ショパン国際ピアノコンクール第1位。
- 2001年：初訪日。
- 2003年：阪哲朗指揮のNHK交響楽団とショパンのピアノ協奏曲第1番で共演。プラハの春国際音楽祭、カーネギーホール、ザルツブルク音楽祭などで演奏。
- 2004年：北米ツアーを敢行、フィルハーモニーホールで演奏。
- 2006年：香港特区政府の「優秀人材入境計画」第1号として香港の市民権を獲得[1]。
- 2012年：9月～10月にかけて日本で行われる予定であった公演すべてが中止になったと9月19日に発表された。尖閣諸島問題を受け、中国政府から訪日を見合わせるよう指導を受けたという[2]。
- 2021年：10月21日、買春容疑で北京市の公安当局に逮捕される。容疑を認めていると報じられた[3][4][5][6]。
- 2021年：10月23日、中国音楽家協会から除名[7]。
- 2023年:8月、演奏活動を再開[8]。

## 主なレパートリー
ショパン・コンクールで優勝しただけあって、ショパン作品の演奏を得意とする。ほかにはリストを得意とする。また、アンコールなどでしばしば演奏される「サンフラワー」は中国民謡を基にした作品である。

## ディスコグラフィー

### CD
- ショパン・リサイタル (2001年 UCCG-1101)
- トロイメライ〜ロマンティック・ピアノ名曲集 (2002年 UCCG-1111)
- ラ・カンパネラ〜ユンディ・リ・リスト・リサイタル (2003年 UCCG-1140)
- ポートレイト (2003年 UCCG-1166)
- ショパン：スケルツォ、即興曲 (2004年 UCCG-9539)
- ユンディ・リ・イン・ウィーン (2005年 UCCG-1254)
- ショパン＆リスト：ピアノ協奏曲第１番 (2006年 UCCG-1332)
- プロコフィエフ：ピアノ協奏曲第２番、ラヴェル：ピアノ協奏曲 (2007年 UCCG-1361)
- ショパン：ノクターン全集 (2010年 TOCE-56296~97)
- ベートーヴェン：ピアノ ソナタ 第8番《悲愴》・第14番《月光》・第23番《熱情》 (2012年 UCCG-1582)
- ベートーヴェン：ピアノ協奏曲第5番《皇帝》、シューマン:幻想曲 (2014年 UCCG-1650)
- ショパン：プレリュード全集 (2015年 UCCG-1712)
- ショパン：4つのバラード、子守歌、マズルカ 作品17 (2016年 UCCG-1730)
- ショパン：ピアノ協奏曲第1&2番 (2020年 ASIN : B082BVCQPC)